# Ökologisch-Demokratische Partei
Ökologisch-Demokratische Partei (ÖDP) er et tysk politisk parti, der blev stiftet i 1983. Det er efterfølger til partiet Grüne Aktion Zukunft, der blev stiftet i 1978 af Herbert Gruhl.
ÖDP er et midterparti. Partiets program lægger hovedvægten på miljøbeskyttelse og en kristeligdemokratisk familiepolitik, som bl.a. indebærer skepsis overfor abort.

## Europa-Parlamentet
Ved Europa-Parlamentsvalget i 2014 fik partiet indvalgt Klaus Buchner (født 1941 i München). Han var formand for ÖDP fra 2003 til 2010.
Klaus Buchner har tilsluttet sig Gruppen af De Grønne/Europæiske Frie Alliance, mens ÖDP er medlem af EUD (Europeans United for Democracy).
| Politisk parti | Spire Denne artikel om et politisk parti eller gruppe er en spire som bør udbygges. Du er velkommen til at hjælpe Wikipedia ved at udvide den. |